# Conferenza mondiale sul disarmo

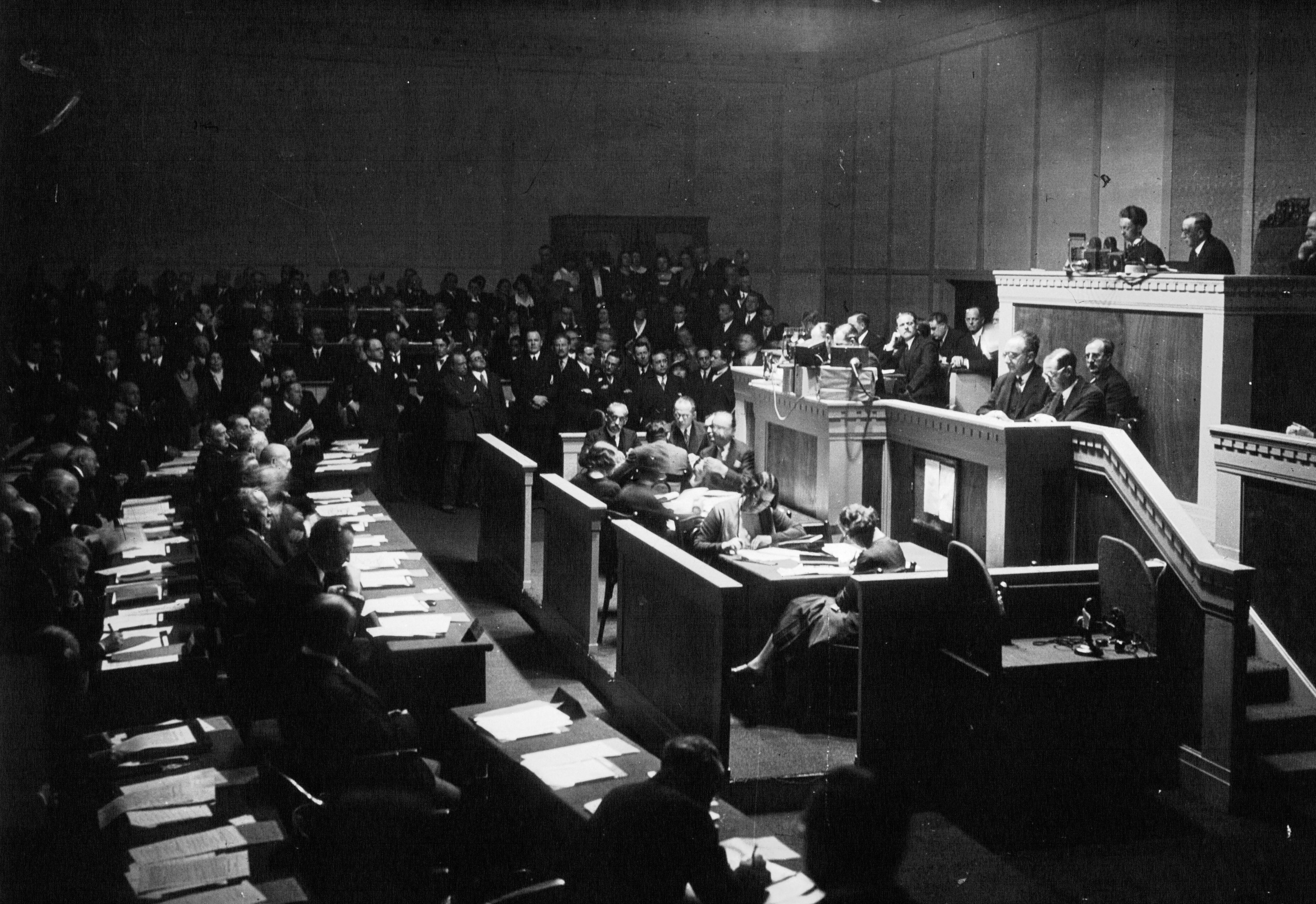
Il diplomatico britannico Arthur Henderson parla alla Conferenza mondiale sul disarmo. Ginevra, 2 febbraio 1932.

La Conferenza per la riduzione e la limitazione degli armamenti, generalmente nota come Conferenza di Ginevra o Conferenza mondiale sul disarmo, è stata una conferenza internazionale di stati tenutasi a Ginevra, Svizzera, tra il febbraio 1932 e il novembre 1934 per realizzare il disarmo in conformità con la Convenzione della Società delle Nazioni. Vi parteciparono 61 stati, la maggior parte dei quali erano membri della Società delle Nazioni, ma parteciparono anche l'URSS e gli Stati Uniti.
La conferenza fu una risposta alla militarizzazione delle potenze globali durante e dopo la prima guerra mondiale. Mirata ad una riduzione globale delle armi, la conferenza venne organizzata e promossa dalla Società delle Nazioni con l'obiettivo principale di evitare un'altra guerra mondiale.
La conferenza simboleggiava la cooperazione globale con l'obiettivo combinato di limitare gli armamenti, ma è generalmente percepita come un fallimento a causa dell'inizio della seconda guerra mondiale cinque anni dopo e del ritiro della Germania nazista sia dalla conferenza che dalla Società.
Gli obiettivi principali della conferenza includevano la definizione di armi offensive in modo aggressivo, armi ragionevolmente difensive, l'abolizione di sottomarini, aviazione e carri armati pesanti e la limitazione delle forze terrestri.

## Antefatti

### L'eredità della prima guerra mondiale
Durante la prima guerra mondiale, il mondo, in particolare l'Europa, conobbe un vasto sviluppo delle armi. Durante il corso della guerra emerse la tecnologia che circondava lo sviluppo degli armamenti e nuovi tipi di armi: in particolare, un focus non solo sull'equipaggiamento terrestre e personale, ma anche sulla marina e sull'aeronautica, che Borg ha descritto come avente "un peso e un'influenza considerevoli".
Gli sviluppi includevano aerei per il supporto della fanteria, fotografia di posizionamento e il bombardamento della fanteria; guerra navale, con sottomarini e U-boot tedeschi, ed armamenti terrestri, inclusi gas, mitragliatrici e granate.
Lo scopo della Conferenza di Ginevra era il disarmo che avrebbe preso di mira i programmi terrestri, aerei e navali.
Dopo la guerra, l'ampio bilancio delle vittime e gli effetti sociali della guerra totale portarono ad un sentimento generale contro la guerra ed incoraggiarono il sentimento generale del disarmo. La British Women's Society ricevette 8 milioni di firme per il disarmo e venne accreditata come forza motrice dietro la convocazione della conferenza.

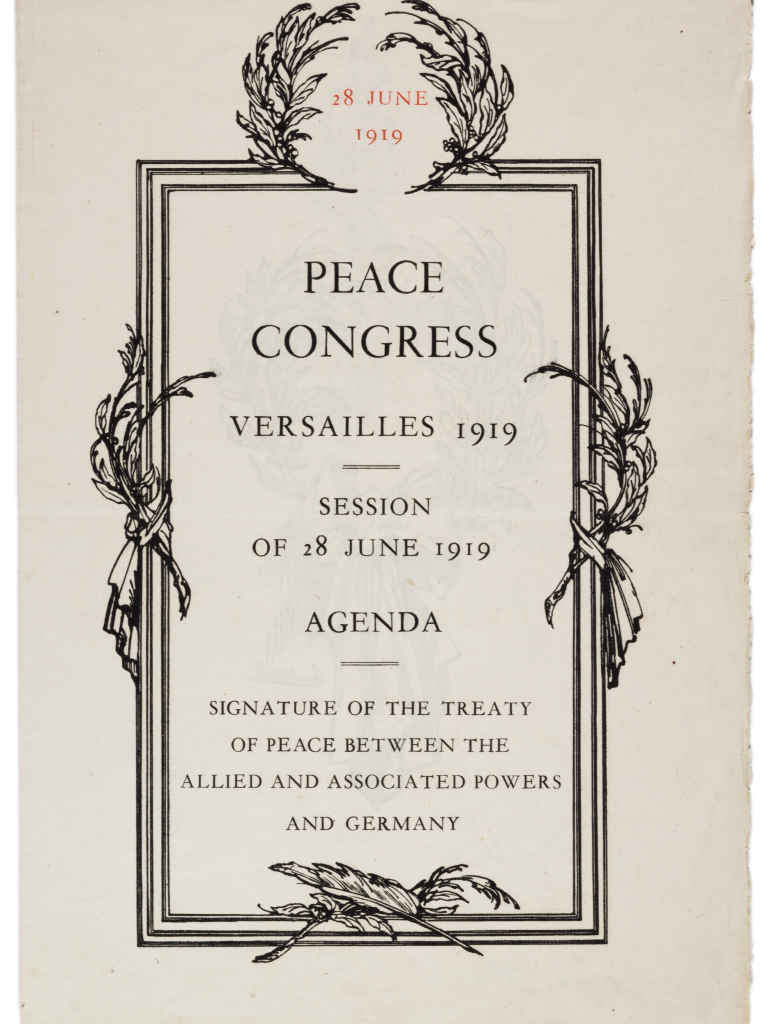
Il trattato di Versailles

Il Trattato di Versailles stabilì i termini per la resa condizionale dei tedeschi, compreso il loro disarmo nazionale. 
- L'articolo 160 stabiliva che l'esercito tedesco non doveva avere più di 7 divisioni di fanteria, 3 divisioni di cavalleria, 100.000 uomini e 4000 ufficiali.
- L'articolo 165 limitava armi, mitragliatrici, munizioni e fucili tedeschi.
- L'articolo 168 limitava la fabbricazione di munizioni, che doveva essere supervisionata dalla Società delle Nazioni.
- L'articolo 170 limitava le importazioni di armi.[7]

### I preliminari diplomatici
Il primo sforzo per limitare le armi internazionali venne fatto alle Conferenze dell'Aia del 1899 e del 1907, che avevano fallito nel loro obiettivo primario. Sebbene molti commentatori contemporanei e l'Articolo 231 del Trattato di Versailles attribuissero lo scoppio della guerra alla colpa di guerra della Germania, gli storici che scrivevano negli anni '30 enfatizzarono la rapida corsa agli armamenti prima del 1914. Inoltre, tutte le maggiori potenze tranne gli Stati Uniti si erano impegnate al disarmo sia nel Trattato di Versailles che nella Convenzione della Società delle Nazioni. Negli anni '20 e all'inizio degli anni '30 si sviluppò anche una consistente campagna internazionale non governativa per promuovere il disarmo.
Una commissione preparatoria venne istituita dalla Società nel 1925. Nel 1931, vi fu un sostegno sufficiente per tenere una conferenza, che debitamente iniziò sotto la presidenza dell'ex segretario agli esteri britannico Arthur Henderson. La motivazione dietro i colloqui può essere riassunta da un estratto del messaggio che il presidente degli Stati Uniti Franklin Roosevelt aveva inviato: "Se tutte le nazioni accetteranno del tutto di eliminare dal possesso e utilizzare le armi che rendono possibile un attacco di successo, le difese automaticamente diventeranno inespugnabili e le frontiere e l'indipendenza di ogni nazione diventeranno sicure". La Società delle Nazioni non riuscì a garantire il successo dei colloqui, il che influì sulla probabilità di un secondo grande conflitto europeo.

## Nazioni coinvolte
La Conferenza di Ginevra coinvolse tutte le nazioni firmatarie della Convenzione della Società delle Nazioni, tra cui Regno Unito, Francia, Italia e Giappone come membri permanenti del Consiglio della Società delle Nazioni. Comprendeva tutti gli Alleati che avevano firmato il trattato di Versailles con la Germania e tutti i paesi neutrali come la Svizzera che avevano interessi acquisiti nel disarmo in Europa in particolare.
Secondo Gumbrecht, la Società delle Nazioni era stata creata con "l'ideale di stabilire una famiglia di nazioni unite da obiettivi condivisi di pace". La Convenzione della Società delle Nazioni era stata pubblicata il 28 aprile 1919 per accordo unanime.
L'articolo 8 della Convenzione affermava che "i membri della Società riconoscono che il mantenimento della pace richiede la riduzione degli armamenti nazionali al punto più basso compatibile con la sicurezza nazionale e l'applicazione mediante un'azione comune degli obblighi internazionali".
La Conferenza di Ginevra è stata convocata dalla Società delle Nazioni nel 1932 per adempiere ai termini dell'articolo 8 e per progredire verso la pace mondiale attraverso il processo di disarmo.

## Le negoziazioni
La conferenza si riunì il 1º febbraio 1932 a Ginevra, in Svizzera, con l'intenzione di attuare strategie per adempiere all'Articolo 8 della Convenzione della Società delle Nazioni.
L'ambasciatore degli Stati Uniti in Belgio, ministro in Svizzera e delegato alla conferenza, Hugh S. Gibson, aveva osservato, non molto tempo dopo la Conferenza di Londra, che gli Stati Uniti avevano perso interesse per la nuova conferenza perché i trattati già limitavano la sua marina, il suo esercito era così piccolo che un'ulteriore riduzione era ridicola e le misure proposte di limitazione aerea erano così vaghe che significavano poco. Scrisse che la conferenza "probabilmente si sarebbe riunita nel febbraio o marzo 1932 e, per quanto possa sembrare scoraggiante, probabilmente andrà avanti all'infinito". Era arrivato a credere che gli armamenti non sarebbero mai stati aboliti del tutto, ma che i trattati avrebbero potuto mantenere gli equilibri militari.
I negoziati possono essere suddivisi in cinque categorie o periodi distinti. Come classificato dallo storico militare Arther Steiner, "primo periodo - enfasi sulla sicurezza, secondo periodo - nomina delle commissioni, terzo periodo - le commissioni generali, quarto periodo - la commissione tecnica e quinto periodo - le proposte di Hoover".

### L'enfasi sulla sicurezza
Questo periodo si concentrava specificamente sulle relazioni geopolitiche dell'epoca, che includevano Russia, Turchia, Iran, Francia e Germania. L'obiettivo principale era la Francia e lo sviluppo di relazioni che rassicurassero sul fatto che potesse disarmarsi in sicurezza, il che comportò uno sviluppo delle relazioni franco-americane e anglo-francesi.

### La nomina delle commissioni
Ciò iniziò il 25 febbraio 1933 e comportò la ricerca di un rappresentante per ogni stato. Insieme, essi formarono la Commissione Generale, che delegò nelle Commissioni Navale ed Aerea. Questa fase si concluse entro il 18 marzo 1933.

### La Commissione generale
Nel terzo periodo, la Commissione generale, ebbe luogo la maggior parte dei negoziati. La conferenza iniziò a tentare di mettere in atto gli obiettivi della Società delle Nazioni, che riguardava principalmente la classificazione delle classi di armi e delle fortificazioni.

#### La classificazione delle armi
La Convenzione della Società delle Nazioni definiva gli armamenti nazionali come riferiti a forze militari generalizzate comprendenti personale, equipaggiamento, tecnologia ecc. La conferenza intendeva distinguere tra armi offensive e difensive. I negoziati si concentrarono in gran parte sulle armi offensive per fermare futuri attacchi, piuttosto che ridurre le armi difensive delle nazioni. Tuttavia, le nazioni spesso erano in disaccordo sugli aspetti tecnici di alcune armi.
Sir Basil Liddell Hart, uno storico militare britannico noto soprattutto per la sua strategia riguardo alla guerra meccanica, era presente alla conferenza. Egli sostenne che i carri armati, un nuovo sviluppo della prima guerra mondiale, erano armi sia offensive che difensive e quindi non potevano essere classificati come nessuna delle due. Tuttavia, Winston Churchill non era d'accordo sostenendo che le capacità offensive dei carri armati erano enormi e superavano qualsiasi capacità difensiva. Il tumulto e l'incapacità di raggiungere un accordo fermarono l'avanzamento della conferenza.

#### Le fortificazioni
Un negoziato chiave della conferenza riguardò le discussioni sulle fortificazioni armate. Venne concordato all'unanimità che qualsiasi fortificazione rimasta dalla prima guerra mondiale che non fosse stata sviluppata prima della guerra lungo i confini sarebbe stata abolita. Inoltre, le fortificazioni costiere, eccetto tra il Mar Baltico e il Mare del Nord, avrebbero potuto rimanere ma non essere occupate, estese o edificate.

#### Discussioni aggiuntive
Inoltre, durante la Commissione generale vennero sollevate altre discussioni, ad esempio se gli accordi fossero ancora in vigore durante la guerra, se dovessero essere istituiti altri organismi di regolamentazione per monitorarli e farli rispettare e se dovessero esserci zone smilitarizzate. Tali questioni vennero concordate con l'ideale che gli accordi stabiliti avrebbero dovuto applicarsi sia in tempo di guerra che in tempo di pace, un organismo non politico avrebbe dovuto monitorare il disarmo e non avrebbero dovuto esserci zone smilitarizzate specifiche.

### La Commissione tecnica
Questo periodo fu noto per i suoi alti livelli di dibattito, disaccordo e problemi tecnici. Essenzialmente non si verificò alcun accordo o progresso durante questa sessione.

### Le proposte di Hoover

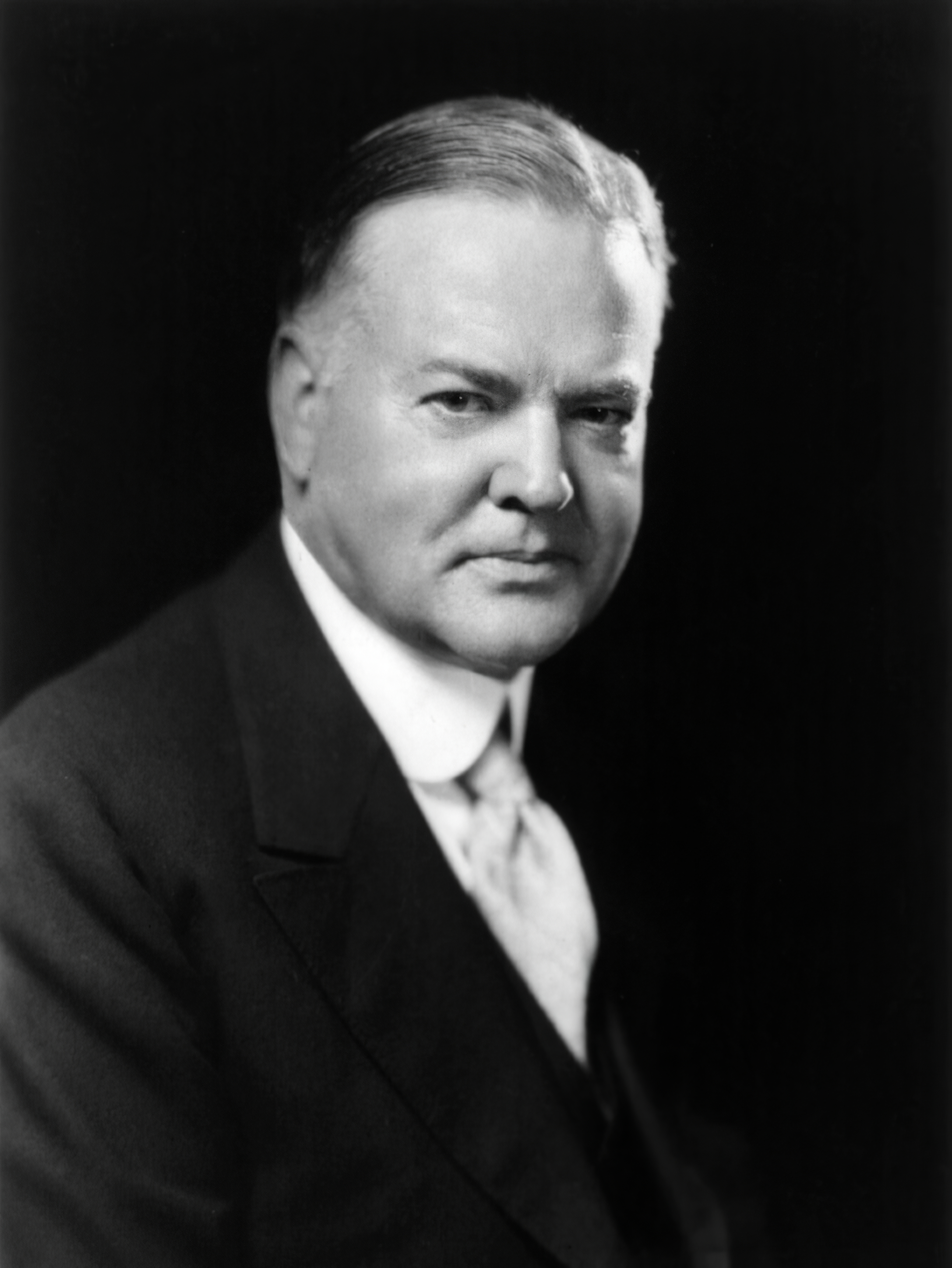
Ritratto del presidente Herbert Hoover

Gli Stati Uniti inviarono quindi un delegato a Ginevra e vennero fortemente coinvolti nella Conferenza.
Il presidente degli Stati Uniti Herbert Hoover riconobbe il fallimento e la mancanza di progressi per la conferenza e propose agli Stati Uniti di assumere la guida del disarmo. Come sostenuto da Marlies ter Borg, la proposta che Hoover presentò alla conferenza del 22 giugno 1932 fu una "potenziale svolta" suggerendo che gli Stati Uniti avrebbero abolito tutti gli aerei, i sottomarini, l'aviazione militare, i carri armati, i gas velenosi e un terzo delle corazzate.
Il coinvolgimento degli Stati Uniti "ha dato vita a una conferenza quasi morta". Tuttavia, queste proposte non vennero mai approvate dal Congresso degli Stati Uniti e, sebbene mostrassero la promessa e lo spirito del disarmo, non ebbero risonanza nella conferenza.

## I problemi
La Commissione generale fece progressi nel far concordare le nazioni su una serie di termini. Tuttavia, non riuscì a far sì che le singole nazioni implementassero i suoi termini.
Non fu possibile ottenere un accordo franco-tedesco sulle armi tedesche, poiché i francesi non volevano disarmarsi senza un'alleanza garantita se fosse scoppiata di nuovo la guerra con la Germania. Cecoslovacchia e Polonia erano vulnerabili a causa della loro vicinanza geografica alla Germania, e i francesi temevano che sarebbero stati attaccati di nuovo senza alcun modo per difendersi se si fossero disarmati.
Nel 1932 e nel 1933, l'URSS, guidata da Iosif Stalin subì la diffusa carestia sovietica. L'URSS era occupata da questioni nazionali ed era raramente presente alla conferenza. Inoltre, durante il periodo interbellico, Stalin guidò la modernizzazione e la formazione dell'esercito sovietico. Ciò includeva una dimensione in tempo di pace di 1.100.000 uomini ed il servizio militare obbligatorio.
Nel dicembre 1931, Vjačeslav Molotov parlò del "crescente pericolo di un intervento militare contro l'URSS". Ciò significava che, come molti altri paesi, l'URSS era riluttante a disarmare.
Inoltre, il Giappone invase la Manciuria il 18 settembre 1931 dopo l'incidente di Mukden e divenne esitante ed ostile all'intera idea del disarmo. Il suo disaccordo fece sì che non fosse presente o coinvolto nei negoziati.

## L'uscita della Germania

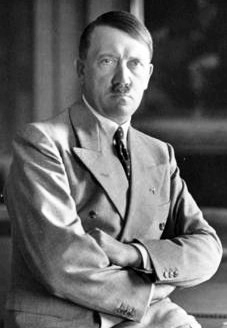
Ritratto di Adolf Hitler (1936)

Adolf Hitler salì al potere nel gennaio 1933 e ottenne rapidamente la completa autorità sul governo tedesco. Ritirò la Germania dalla Lega delle Nazioni e poi dalla Conferenza di Ginevra nell'ottobre 1933. Si unì temporaneamente alla Conferenza di Ginevra ai sensi dell'Accordo delle Cinque Potenze, ma ritirò rapidamente la Germania quando i progressi con la conferenza iniziarono a interrompersi.
La superiorità militare della Germania era un elemento determinante dell'ideologia e della politica estera di Hitler, che rendeva inaccettabile l'idea del disarmo. Non appena Hitler salì al potere, iniziò il processo di riarmo della Germania, sfidando chiaramente sia il trattato di Versailles sia l'obiettivo della Conferenza sul disarmo. Hitler attinse alla riluttanza di altri paesi al disarmo come giustificazione per cui la Germania non avrebbe dovuto essere costretta a fare lo stesso.

## Conseguenze
Alla fine, quando Hitler ritirò la Germania dalla Società delle Nazioni e dal trattato di Versailles, i francesi non erano disposti a disarmare. La conferenza venne infine aggiornata nel novembre 1934. Il Foreign Office britannico dichiarò che "il fallimento della Conferenza sul disarmo avrebbe conseguenze incalcolabili per l'Europa e per la Società [delle Nazioni]".
Il segretario di Stato americano Henry L. Stimson in seguito scrisse che gli americani consideravano la Conferenza di Ginevra "una conferenza di pace europea con questioni politiche europee da risolvere. Il lavoro necessario per risolverle deve essere svolto dai leader dell'Europa". Stimson si rese conto che la posizione della Germania negli affari europei non poteva essere ignorata, come lo era stata a Ginevra nel 1927 o a Londra nel 1930, ma non sapeva come conciliare l'ambizione militare tedesca con la paura del suo vicino francese. Stimson sperava che gli europei trovassero una soluzione. Egli esitò anche su un ulteriore disarmo navale a causa della crisi della Manciuria e si preoccupò particolarmente se la Marina degli Stati Uniti avesse abbastanza portaerei per una possibile azione nell'Estremo Oriente.
Le ragioni esatte non sono chiare o concordate dagli storici per il motivo esatto per cui la conferenza fallì. Tuttavia, la maggior parte delle fonti accademiche e degli storici accusano una combinazione dell'ascesa di Hitler, il conseguente ritiro della Germania dalla conferenza, la generale riluttanza delle nazioni al disarmo, il clima politico ed economico altamente instabile e l'incombente minaccia di un'altra guerra mondiale.